# Casimir Funk
Kazimierz Funk (kaˈʑimjɛʂˈ fuŋk
, 23 de fevereiro de 1884 – 19 de novembro de 1967), mais conhecido pela forma americana do seu nome, Casimir Funk, foi um bioquímico polonês, geralmente reconhecido como um dos primeiros a formular o conceito de vitaminas após publicar um artigo médico de referência em 1912. Ele destacou essas “aminas vitais” (ou “vitaminas”) como essenciais no combate a doenças significativas, como a pelagra e o raquitismo, e sua análise influenciou uma grande mudança no pensamento científico. Seu trabalho científico envolveu pesquisas na Polônia, França e no Reino Unido. Em 1920, tornou-se cidadão dos Estados Unidos, onde continuou seu trabalho.

## Infância e educação
Ele nasceu em Varsóvia, na Polônia, filho de um médico especialista em dermatologia.  Em 1904, aos vinte anos de idade, obteve um doutorado em química na Universidade de Berna. No início de sua carreira, trabalhou como bioquímico no Instituto Pasteur, no Hospital Municipal de Wiesbaden, na Universidade de Berlim e no Instituto Lister. Funk emigrou para o estado de Nova York em 1915, indo e voltando entre os Estados Unidos e a Europa até a Segunda Guerra Mundial. Depois de trabalhar naquele país por vários anos, tornou-se cidadão dos EUA em 1920.
Funk era de origem judaica. Uma reportagem retrospectiva de uma agência de notícias britânica afirmou que, apesar de ter estudado em vários países europeus em um contexto de aumento do anti-semitismo doméstico, ele teve sucesso em seus objetivos universitários, sem nenhum obstáculo específico que impedisse seus esforços nessas várias instituições.

## Carreira
Depois de ler um artigo de Christiaan Eijkman que indicava que as pessoas que comiam arroz integral eram menos vulneráveis à beribéri do que aquelas que comiam apenas o produto totalmente moído, Funk tentou isolar a substância responsável e conseguiu. Como essa substância continha um grupo amina, ele a chamou de “vitamina”. Posteriormente, ela ficou conehecida como vitamina B3 (niacina), embora ele achasse que fosse tiamina (vitamina B1) e a descrevesse como "fator anti-beribéri".[carece de fontes?]
Em 1911, ele publicou seu primeiro artigo em inglês, sobre dihidroxifenilalanina. Funk tinha certeza de que existia mais de uma substância como a vitamina B1 e, em seu artigo de 1912 para o Journal of State Medicine, propôs a existência de pelo menos quatro vitaminas: uma que prevenia beribéri ("antiberibéri"); uma que previne o escorbuto ("antiescorbútica"); uma que previne a pelagra ("antipelágrica"); e uma que previne o raquitismo ("antiraquítica"). A partir daí, Funk publicou um livro, The Vitamines (As Vitaminas), em 1912, e mais tarde naquele ano recebeu uma bolsa Beit para continuar sua pesquisa.
Funk propôs a hipótese de que outras doenças, como raquitismo, pelagra, doença celíaca, e escorbuto, também poderiam ser curadas por vitaminas. Funk foi um dos primeiros investigadores do problema da pelagra. Ele sugeriu que uma mudança no método de moagem do milho era responsável pelo surto de pelagra, mas não foi dada atenção ao seu artigo sobre esse assunto.
O “e” no final da palavra inglesa “vitamine” foi removido posteriormente, quando se percebeu que as vitaminas não precisam ser aminas contendo nitrogênio. Ele postulou a existência de outros nutrientes essenciais, que ficaram conhecidos como vitaminas B1, B2, C e D. Em 1936, ele determinou a estrutura molecular da tiamina, embora não tenha sido o primeiro a isolá-la. Funk também realizou pesquisas sobre hormônios, diabetes, úlceras pépticas e bioquímica do câncer.
De 1923 a 1927, Funk foi chefe do Instituto Nacional de Higiene da Polónia. Em 1940, após retornar aos Estados Unidos, tornou-se presidente da Funk Foundation for Medical Research. Ele passou seus últimos anos estudando as causas das neoplasias.

## Legado
A carreira acadêmica de Funk incluiu trabalhos no Instituto Lister de Medicina Preventiva, em Londres, Inglaterra, e no Pasteur Institute, em Paris, França, além de ter trabalhado com empresas comerciais, como a US Vitamin & Pharmaceutical Corp. Após sua morte, a publicação americana Time destacou Funk e Elmer Verner McCollum, este último conhecido por sua descoberta da vitamina A e outros esforços, como tendo legados significativos "de importância cotidiana" para a medicina, com a organização de notícias elogiando Funk como um "pioneiro". Além disso, a Time comentou positivamente sobre o caráter pessoal de Funk como um "cientista pesquisador [que] concentrou sua intensa curiosidade em outros campos", dado seu status.  Um livro de medicina distribuído em 1997 pela Taylor & Francis afirmou que o lançamento de Funk em 1912 de sua "publicação histórica"  sobre vitaminas havia criado internacionalmente uma "teoria [que] forneceu um novo conceito para interpretar eventos relacionados à dieta".
Fora da pesquisa relacionada a vitaminas, a história da carreira de Funk foi descrita como tendo ampliado significativamente o “conhecimento sobre os hormônios sexuais” da humanidade. Uma análise retrospectiva da publicação britânica The Independent em 2024 afirmou que as descobertas de Funk como um conjunto geral de trabalhos, especialmente em termos de nutrição, "ajudaram a saúde de muitas pessoas e levaram à cura de várias doenças potencialmente fatais". Um membro da família de Funk também aceitou um prêmio do Hall da Fama da Nutrição concedido postumamente ao bioquímico.

## Reconhecimento
O Instituto Polonês de Artes e Ciências da América (PIASA), uma organização sem fins lucrativos voltada para o avanço dasociedade civil, homenageia anualmente cientistas polaco-americanos com o "Prêmio Casimir Funk de Ciências Naturais". Em fevereiro de 2024, o último vencedor desse prêmio foi Alexander Wlodawer. Associado do National Institutes of Health (NIH), Wlodawer tornou-se conhecido nos EUA como especialista em biologia estrutural. Entre os ganhadores anteriores estão o ganhador do Prêmio Nobel Roald Hoffmann, Aleksander Wolszczan, Hilary Koprowski, Peter T. Wolczanski, Wacław Szybalski, Zbyszek Darzynkiewicz e Benoit Mandelbrot.
Um Doodle do Google comemorou o 140º aniversário de Funk em 23 de fevereiro de 2024 em conjunto com o patrimônio de sua família e seus vários esforços. Isso incluiu o trabalho com Erik Funk, neto de Casimir Funk, que elogiou as ações da empresa.